# Norderstedt
Norderstedt je město v německé spolkové zemi Šlesvicko-Holštýnsko. Jedná se o největší město zemského okresu Segeberg a po Kielu, Lübecku, Flensburgu a Neumünsteru o páté největší město spolkové země. Norderstedt sousedí na jihovýchodě s Hamburkem, tvoří součást Metropolitního regionu Hamburk a součást hamburské aglomerace. Město Norderstedt vzniklo v rámci regionální územní reformy v roce 1970 sloučením čtyř samostatných měst Friedrichsgabe, Garstedt, Glashütte a Harksheide. V roce 2012 zde žilo přes 74 tisíc obyvatel.

## Historie
Město Norderstedt vzniklo v rámci regionální územní reformy 1. ledna 1970 sloučením do té doby čtyř samostatných měst. Součástí Nordestedtu se tak stala města Friedrichsgabe a Garstedt ležící v zemském okrese Pinneberg a města Glashütte a Harksheide nacházející se na území zemského okresu Stormarn. Nově vzniklé město se pak stalo součástí zemského okresu Segeberg.
Nejstarší a hospodářsky nejvíce rozvinutým městem byla část Garstedt. První zmínka o tomto městu pochází z dokumentů obchodní komory Hamburku z roku 1370. Od 15. století měla na rozvoj města vliv také jeho poloha na celní hranici mezi Hamburkem a Holštýnskem. Garstedt se nacházel na okraji rašeliniště poblíž dalšího města Harksheide a oproti ostatním městům v okolí zde byla kvalitnější půda. V roce 1887 zde byl vybudován první větrný mlýn a o dva roky později, v roce 1889, zde vznikla farnost s malým kostelem. Na počátku 20. století žilo v Garstedtu 1327 obyvatel, roku 1939 to bylo již 4869 obyvatel.
První zmínka o obci Harksheide pochází z roku 1374. Do roku 1693 se jednalo o nevolnickou zemědělskou osadu, jež tvořila součást obce Tremsbüttel. Obec se stala následně součástí Pruska a nikdy se zde nevyvinulo městské centrum. Později se stalo Harksheide předměstím Hamburku. Pro další rozvoj Harksheide mělo později vliv napojení na podzemní dráhu nedalekého Hamburku. V roce 1939 zde žilo přes 2800 obyvatel. Roku 1950 získalo Harksheide městské centrum, když byl v okolí místního kostela vybudován trh a také radnice, která do roku 1980 sloužila jako radnice pro celé město Norderstedt.
Město Glashütte neslo původně název Tangstedter Heide a bylo volným sdružením zemědělských hospodářství a panství, později se stalo součástí Pruska. Glashütte se rozléhalo v blízkosti rašelinišť, která měla vliv na rozvoj obce. V roce 1921 byla obec napojena na podzemní dráhu Hamburku a o rok později zde byla do provozu uvedena věznice. Roku 1933 vznikl v Glashütte jeden z prvních koncentračních táborů Nacistického Německa. V roce 1939 zde žilo přes 1300 obyvatel.
Nejmladším městem dnešního Norderstedtu je bývalé samostatné město Friedrichsgabe (doslova Frederikův dárek), které bylo založeno v roce 1821 obchodníkem z Altony Johannem Danielem Lawaetzem. Název města odkazuje na dánského a norského krále Frederika VI., který byl současně také šlesvickým vévodou a poskytl pozemky pro založení osady. V roce 1873 byla osada sloučena se sousedními pruskými obcemi Meeschensee, Haslohfurth a Dreibeken. Na počátku 20. století zde žilo přibližně 400 obyvatel.
V průběhu 80. a 90. let minulého století vznikalo v Norderstedtu nové městské centrum, tato část získala později název Norderstedt-Mitte. Městské centrum zde po sloučení čtyř samostatných měst v roce 1970 neexistovalo. Kromě řady obytných a administrativních budov zde vzniklo například nákupní centrum a město bylo napojeno na linku U1 hamburského metra.

## Doprava

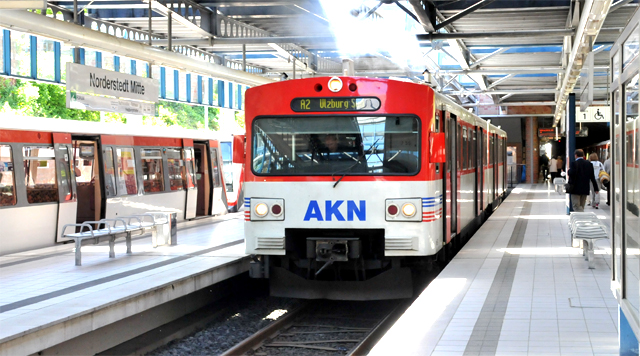
Stanice metra Norderstedt Mitte

Okolo města Norderstedtu prochází dálnice A7, ze které je možno dostat se do jižní části města výjezdem 21 Hamburg-Schnelsen-Nord na území Hamburku nebo výjezdem 23 Quickborn do severní části města. Nejbližším letištěm je Letiště Hamburk, jehož vzletová a přistávací dráha číslo 33 se rozprostírá také na území Norderstedtu. Město samotné není napojené na železniční síť Deutsche Bahn, prostřednictvím linky U1 je napojeno na síť metra v Hamburku. Jízda z hlavního nádraží v Hamburku do stanice Norderstedt Mitte trvá přibližně 40 minut.

## Sport
- Eintracht Norderstedt, fotbalový tým

## Partnerská města
- Maromme, Francie (od roku 1966)
- Oadby and Wingston, Velká Británie (od roku 1977)
- Zwijndrecht, Nizozemsko (od roku 1981)
- Kohtla-Järve, Estonsko (od roku 1989)